# Организация Объединённых Наций
Организа́ция Объединённых На́ций (акрон. ООН) — международная организация, созданная для поддержания и укрепления международного мира и безопасности, а также развития сотрудничества между государствами. ООН считается универсальным форумом, наделённым уникальной легитимностью, несущей конструкцией международной системы коллективной безопасности, главным элементом современной многосторонней дипломатии. Штаб-квартира ООН находится в Нью-Йорке; у ООН также есть дополнительные офисы в Вене, Женеве и Найроби. Международный суд ООН находится в Гааге.
ООН была создана после Второй мировой войны странами-участниками антигитлеровской коалиции; новая организация, пришедшая на смену Лиге Наций, должна была предотвращать будущие войны.
С 2011 года членами ООН являются 193 страны, почти все суверенные государства мира. В структуру ООН входят шесть основных органов: Генеральная Ассамблея, Совет Безопасности, Экономический и Социальный Совет, Совет по опеке, Международный суд ООН и Секретариат ООН. В рамках более широкой системы ООН работает ряд специализированных международных агентств, фондов и программ, в том числе Группа Всемирного банка, Всемирная организация здравоохранения, Всемирная продовольственная программа, ЮНЕСКО и ЮНИСЕФ. Главным административным должностным лицом ООН является Генеральный секретарь ООН; с 2017 года этот пост занимает португальский дипломат Антониу Гутерриш.

## История
Идея создания ООН зародилась в ходе Второй мировой войны и согласовывалась странами — участниками антигитлеровской коалиции.
Название «Объединённые Нации» было впервые использовано в Декларации Объединённых Наций, подписанной 1 января 1942 года первоначально четырьмя державами: США, Великобританией, СССР и Китаем. Подписавшие Декларацию государства присоединялись к совместной программе, изложенной в Атлантической хартии (заявлении, принятом 14 августа 1941 года британским премьером У. Черчиллем и президентом США Ф. Д. Рузвельтом), и обязывались задействовать все свои ресурсы — военные и экономические — против стран «оси», а также не заключать с ними сепаратный мир.
Устав ООН был утверждён на Сан-Францисской конференции в 1945 году, подписан 26 июня 1945 года представителями 50 государств и вступил в силу 24 октября того же года — этот день отмечается как День Организации Объединённых Наций.
На момент создания ООН в неё входила 51 страна; с 2011 года членами ООН являются 193 страны — почти все суверенные государства мира.

## Структура

### Генеральная Ассамблея
Генеральная Ассамблея ООН занимает центральное место в качестве главного совещательного, директивного и представительного органа. Генеральная Ассамблея рассматривает принципы сотрудничества в области обеспечения международного мира и безопасности; избирает непостоянных членов Совета Безопасности ООН, членов Экономического и Социального Совета; по рекомендации Совета Безопасности назначает Генерального секретаря ООН; совместно с Советом Безопасности избирает членов Международного суда ООН; координирует международное сотрудничество в экономической, социальной, культурной и гуманитарной сферах; осуществляет иные полномочия, предусмотренные в Уставе ООН.
У Генеральной Ассамблеи сессионный порядок работы. Она может проводить регулярные, специальные и чрезвычайные специальные сессии.
Ежегодная очередная сессия Ассамблеи открывается в третий вторник сентября и работает под руководством Председателя Генеральной Ассамблеи (или одного из его 21 заместителя) на пленарных заседаниях и в главных комитетах до полного исчерпания повестки дня.
Генеральная Ассамблея, согласно своему решению от 17 декабря 1993 года, имеет в своём составе 6 Главных комитетов:
- Комитет по вопросам разоружения и международной безопасности (Первый комитет);
- Комитет по экономическим и финансовым вопросам (Второй комитет);
- Комитет по социальным и гуманитарным вопросам и вопросам культуры (Третий комитет);
- Комитет по специальным политическим вопросам и вопросам деколонизации (Четвёртый комитет);
- Комитет по административным и бюджетным вопросам (Пятый комитет);
- Комитет по правовым вопросам (Шестой комитет).

Кроме того, Генеральной Ассамблеей учреждены комитеты:
- Генеральный комитет — выносит рекомендации Ассамблее относительно утверждения повестки дня, распределения пунктов повестки дня и организации работы;
- Комитет по проверке полномочий — представляет Ассамблее доклады о полномочиях представителей.

В состав Генерального комитета входят: Председатель Генеральной Ассамблеи; заместители Председателя, председатели главных комитетов, избираемые с учётом принципа справедливого географического представительства пяти регионов (районов): Азии, Африки, Латинской Америки, Западной Европы (включая Канаду, Австралию и Новую Зеландию) и Восточной Европы.
Специальные сессии Генеральной Ассамблеи ООН могут созываться по любому вопросу по требованию Совета Безопасности в течение 15 дней со дня получения такого требования Генеральным секретарём ООН или большинства членов ООН. На начало 2014 года было созвано 28 специальных сессий по вопросам, касающимся большинства государств мира: по правам человека, охране окружающей среды, борьбе с наркотиками и др.
Чрезвычайные специальные сессии могут созываться по требованию Совета Безопасности ООН или большинства государств — членов ООН в течение 24 часов после получения такого требования Генеральным секретарём ООН.

### Совет Безопасности
Совет Безопасности несёт главную ответственность за поддержание международного мира и безопасности, его решениям обязаны подчиняться все члены ООН.
Совет Безопасности состоит из 15 членов: 5 членов Совета — постоянные (Россия, Соединённые Штаты Америки, Великобритания, Франция и Китай), остальные 10 членов (по терминологии Устава — «непостоянные») избираются в Совет в соответствии с процедурой, предусмотренной Уставом (пункт 2 статьи 23). Постоянные члены Совета Безопасности обладают правом вето.

### Секретариат
Это орган, обслуживающий другие главные органы Организации Объединённых Наций и осуществляющий принятые ими программы и политические установки. В штате Секретариата состоит 37 505 сотрудников — международный персонал, работающий в учреждениях по всему миру и выполняющий разнообразную повседневную работу Организации. Подразделения Секретариата находятся в Центральных учреждениях ООН в Нью-Йорке и в других местах расположения Центральных учреждений органов ООН (наиболее крупными из которых являются отделения ООН в Женеве, Вене и Найроби).
Секретариат ООН обеспечивает работу органов ООН, осуществляет опубликование и распространение материалов ООН, хранение архивов, производит регистрацию и издание международных договоров государств — членов ООН.
Секретариат возглавляет Генеральный секретарь ООН.

#### Генеральный секретарь
Во главе Секретариата стоит Генеральный секретарь, который назначается Генеральной Ассамблеей по рекомендации Совета Безопасности сроком на 5 лет с возможностью переизбрания на новый срок.
В настоящее время действует джентльменское соглашение, по которому гражданин государства — постоянного члена Совета Безопасности ООН не может быть Генеральным секретарём ООН.
| № | Имя                                     | Годы жизни                       | Фото | Страна           | Начало полномочий | Окончание полномочий |
| - | --------------------------------------- | -------------------------------- | ---- | ---------------- | ----------------- | -------------------- |
| — | Глэдвин Джебб (исполняющий обязанности) | 25 апреля 1900 — 24 октября 1996 |      | Великобритания   | 24 октября 1945   | 1 февраля 1946       |
| 1 | Трюгве Ли                               | 16 июля 1896 — 30 декабря 1968   |      | Норвегия         | 2 февраля 1946    | 10 апреля 1952       |
| 2 | Даг Хаммаршёльд                         | 29 июля 1905 — 18 сентября 1961  |      | Швеция           | 10 ноября 1952    | 18 сентября 1961     |
| 3 | У Тан                                   | 22 января 1909 — 25 ноября 1974  |      | Бирма            | 30 ноября 1961    | 1 января 1972        |
| 4 | Курт Вальдхайм                          | 21 декабря 1918 — 14 июня 2007   |      | Австрия          | 1 января 1972     | 1 января 1982        |
| 5 | Хавьер Перес де Куэльяр                 | 19 января 1920 — 4 марта 2020    |      | Перу             | 1 января 1982     | 1 января 1992        |
| 6 | Бутрос Бутрос-Гали                      | 14 ноября 1922 — 16 февраля 2016 |      | Египет           | 1 января 1992     | 1 января 1997        |
| 7 | Кофи Аннан                              | 8 апреля 1938 — 18 августа 2018  |      | Гана             | 1 января 1997     | 1 января 2007        |
| 8 | Пан Ги Мун                              | 13 июня 1944                     |      | Республика Корея | 1 января 2007     | 1 января 2017        |
| 9 | Антониу Гутерриш                        | 30 апреля 1949                   |      | Португалия       | 1 января 2017     | Ныне в должности     |

### Международный суд
Главный судебный орган ООН, осуществляет судебную и консультативную функции.
Сторонами по делам, разбираемым Судом, могут быть только государства. Каждый член Организации обязан выполнять решения суда по тому делу, в котором он являлся стороной.
Суд может давать консультативные заключения по запросам Генеральной Ассамблеи, Совета Безопасности и других органов ООН и специализированных учреждений, которым Генеральная Ассамблея дала на это разрешение. Заключения Суда носят рекомендательный характер и не имеют обязательной силы.
Суд состоит из 15 независимых судей, действующих в личном качестве и не являющихся представителями государства. Они не могут посвящать себя никакому другому занятию профессионального характера. При исполнении судебных обязанностей члены Суда пользуются дипломатическими привилегиями и иммунитетами.

### Экономический и Социальный Совет
Осуществляет функции ООН в сфере экономического и социального международного сотрудничества. Состоит из 5 региональных комиссий:
- Европейская экономическая комиссия (ЕЭК);
- Экономическая и социальная комиссия для Азии и Тихого океана (ЭСКАТО);
- Экономическая и социальная комиссия для Западной Азии (ЭСКЗА);
- Экономическая комиссия для Африки (ЭКА);
- Экономическая комиссия для Латинской Америки и Карибского бассейна (ЭКЛАК).

### Совет по опеке
Совет по опеке ООН приостановил свою работу 1 ноября 1994 года после того, как последняя оставшаяся подопечная территория ООН, Палау, обрела 1 октября 1994 года независимость. Посредством резолюции, принятой 25 мая 1994 года, Совет внёс в свои правила процедуры поправки, предусматривающие отмену обязательства о проведении ежегодных заседаний, и согласился собираться по мере необходимости по своему решению или решению своего Председателя, или по просьбе большинства своих членов или Генеральной Ассамблеи, или Совета Безопасности.

### Почтовая администрация ООН
Почтовая администрация Организации Объединённых Наций выпускает почтовые марки и цельные вещи с обозначением номинала в долларах для офиса ООН в Нью-Йорке, в швейцарских франках для офиса ООН в Женеве и в евро (ранее в шиллингах) для офиса ООН в Вене. Взимаемые почтовые тарифы идентичны тарифам государства, где расположен соответствующий офис ООН.

### Специализированные учреждения
Согласно Уставу ООН, любой главный орган ООН может учреждать различные вспомогательные органы для выполнения своих обязанностей. Самыми известными из них являются: Всемирный банк, Всемирная организация здравоохранения (ВОЗ), Детский фонд ООН (ЮНИСЕФ), Международное агентство по атомной энергии (МАГАТЭ), Продовольственная и сельскохозяйственная организация Объединённых Наций (ФАО), ЮНЕСКО.

## Руководство
- Председатель Генеральной Ассамблеи. Открывает и закрывает каждое пленарное заседание Генеральной Ассамблеи Организации Объединённых Наций, полностью руководит работой Генеральной Ассамблеи и поддерживает порядок на её заседаниях.
- Генеральный секретарь. Главное административное должностное лицо, является символом Организации Объединённых Наций и выразителем интересов народов мира.

По Уставу, Генеральный секретарь выполняет функции, возлагаемые на него Советом Безопасности, Генеральной Ассамблеей, Экономическим и Социальным Советом и другими органами Организации Объединённых Наций.

## Государства — члены ООН
К первоначальным членам ООН относятся 50 государств, подписавших Устав ООН на конференции в Сан-Франциско 26 июня 1945 года. С 1946 года в ООН было принято около 150 государств (но при этом несколько государств, таких как Югославия, Чехословакия и СССР, разделились на независимые государства). 14 июля 2011 года, с принятием в члены ООН Южного Судана, число государств — членов ООН составило 193.
| Государство                      | Дата вступления  |
| -------------------------------- | ---------------- |
| Австралия                        | 1 ноября 1945    |
| Австрия                          | 14 декабря 1955  |
| Азербайджан                      | 2 марта 1992     |
| Албания                          | 14 декабря 1955  |
| Алжир                            | 8 октября 1962   |
| Ангола                           | 1 декабря 1976   |
| Андорра                          | 28 июля 1993     |
| Антигуа и Барбуда                | 11 ноября 1981   |
| Аргентина                        | 24 октября 1945  |
| Армения                          | 2 марта 1992     |
| Афганистан                       | 19 ноября 1946   |
| Багамские Острова                | 18 сентября 1973 |
| Бангладеш                        | 17 сентября 1974 |
| Барбадос                         | 9 декабря 1966   |
| Бахрейн                          | 21 сентября 1971 |
| Белорусская ССР → Беларусь       | 24 октября 1945  |
| Белиз                            | 25 сентября 1981 |
| Бельгия                          | 27 декабря 1945  |
| Бенин                            | 20 сентября 1960 |
| Болгария                         | 14 декабря 1955  |
| Боливия                          | 14 ноября 1945   |
| Босния и Герцеговина             | 22 мая 1992      |
| Ботсвана                         | 17 октября 1966  |
| Бразилия                         | 24 октября 1945  |
| Бруней                           | 21 сентября 1984 |
| Буркина-Фасо                     | 20 сентября 1960 |
| Бурунди                          | 18 сентября 1962 |
| Бутан                            | 21 сентября 1971 |
| Вануату                          | 15 сентября 1981 |
| Великобритания                   | 24 октября 1945  |
| Венгрия                          | 14 декабря 1955  |
| Венесуэла                        | 15 ноября 1945   |
| Восточный Тимор                  | 27 сентября 2002 |
| Вьетнам                          | 20 сентября 1977 |
| Габон                            | 20 сентября 1960 |
| Гаити                            | 24 октября 1945  |
| Гайана                           | 20 сентября 1966 |
| Гамбия                           | 21 сентября 1965 |
| Гана                             | 8 марта 1957     |
| Гватемала                        | 21 ноября 1945   |
| Гвинея                           | 12 декабря 1958  |
| Гвинея-Бисау                     | 17 сентября 1974 |
| Германия                         | 18 сентября 1973 |
| Гондурас                         | 17 декабря 1945  |
| Гренада                          | 17 сентября 1974 |
| Греция                           | 25 октября 1945  |
| Грузия                           | 31 июля 1992     |
| Дания                            | 24 октября 1945  |
| Джибути                          | 20 сентября 1977 |
| Доминика                         | 18 декабря 1978  |
| Доминиканская Республика         | 24 октября 1945  |
| Египет                           | 24 октября 1945  |
| Замбия                           | 1 декабря 1964   |
| Зимбабве                         | 25 августа 1980  |
| Израиль                          | 11 мая 1949      |
| Индия                            | 30 октября 1945  |
| Индонезия                        | 28 сентября 1950 |
| Иордания                         | 14 декабря 1955  |
| Ирак                             | 21 декабря 1945  |
| Иран                             | 24 октября 1945  |
| Ирландия                         | 14 декабря 1955  |
| Исландия                         | 19 ноября 1946   |
| Испания                          | 14 декабря 1955  |
| Италия                           | 14 декабря 1955  |
| Йемен                            | 30 сентября 1947 |
| Кабо-Верде                       | 16 сентября 1975 |
| Казахстан                        | 2 марта 1992     |
| Камбоджа                         | 14 декабря 1955  |
| Камерун                          | 20 сентября 1960 |
| Канада                           | 9 ноября 1945    |
| Катар                            | 21 сентября 1971 |
| Кения                            | 16 декабря 1963  |
| Кипр                             | 20 сентября 1960 |
| Кыргызстан                       | 2 марта 1992     |
| Кирибати                         | 14 сентября 1999 |
| Китайская Республика → Китай     | 24 октября 1945  |
| Колумбия                         | 5 ноября 1945    |
| Коморы                           | 12 ноября 1975   |
| Демократическая Республика Конго | 20 сентября 1960 |
| Республика Конго                 | 20 сентября 1960 |
| КНДР                             | 17 сентября 1991 |
| Республика Корея                 | 17 сентября 1991 |
| Коста-Рика                       | 2 ноября 1945    |
| Кот-д’Ивуар                      | 20 сентября 1960 |
| Куба                             | 24 октября 1945  |
| Кувейт                           | 14 мая 1963      |
| Лаос                             | 14 декабря 1955  |
| Латвия                           | 17 сентября 1991 |
| Лесото                           | 17 октября 1966  |
| Либерия                          | 2 ноября 1945    |
| Ливан                            | 24 октября 1945  |
| Ливия                            | 14 декабря 1955  |
| Литва                            | 17 сентября 1991 |
| Лихтенштейн                      | 18 сентября 1990 |
| Люксембург                       | 24 октября 1945  |
| Маврикий                         | 24 апреля 1968   |
| Мавритания                       | 27 октября 1961  |
| Мадагаскар                       | 20 сентября 1960 |
| Малави                           | 1 декабря 1964   |
| Малайзия                         | 17 сентября 1957 |
| Мали                             | 28 сентября 1960 |
| Мальдивы                         | 21 сентября 1965 |
| Мальта                           | 1 декабря 1964   |
| Марокко                          | 12 ноября 1956   |
| Маршалловы Острова               | 17 сентября 1991 |
| Мексика                          | 7 ноября 1945    |
| Федеративные Штаты Микронезии    | 17 сентября 1991 |
| Мозамбик                         | 16 сентября 1975 |
| Молдова                          | 2 марта 1992     |
| Монако                           | 28 мая 1993      |
| Монголия                         | 27 октября 1961  |
| Мьянма                           | 19 апреля 1948   |
| Намибия                          | 23 апреля 1990   |
| Науру                            | 14 сентября 1999 |
| Непал                            | 14 декабря 1955  |
| Нигер                            | 20 сентября 1960 |
| Нигерия                          | 7 октября 1960   |
| Нидерланды                       | 10 декабря 1945  |
| Никарагуа                        | 24 октября 1945  |
| Новая Зеландия                   | 24 октября 1945  |
| Норвегия                         | 27 ноября 1945   |
| ОАЭ                              | 9 декабря 1971   |
| Оман                             | 7 октября 1971   |
| Пакистан                         | 30 сентября 1947 |
| Палау                            | 15 декабря 1994  |
| Панама                           | 13 ноября 1945   |
| Папуа — Новая Гвинея             | 10 октября 1975  |
| Парагвай                         | 24 октября 1945  |
| Перу                             | 31 октября 1945  |
| Польша                           | 24 октября 1945  |
| Португалия                       | 14 декабря 1955  |
| Руанда                           | 18 сентября 1962 |
| Румыния                          | 14 декабря 1955  |
| Сальвадор                        | 24 октября 1945  |
| Самоа                            | 15 декабря 1976  |
| Сан-Марино                       | 2 марта 1992     |
| Сан-Томе и Принсипи              | 16 сентября 1975 |
| Саудовская Аравия                | 24 октября 1945  |
| Северная Македония               | 8 апреля 1993    |
| Сейшельские Острова              | 21 сентября 1976 |
| Сенегал                          | 28 сентября 1960 |
| Сент-Винсент и Гренадины         | 16 сентября 1980 |
| Сент-Китс и Невис                | 23 сентября 1983 |
| Сент-Люсия                       | 18 сентября 1979 |
| Сербия                           | 1 ноября 2000    |
| Сингапур                         | 21 сентября 1965 |
| Сирия                            | 24 октября 1945  |
| Словакия                         | 19 января 1993   |
| Словения                         | 22 мая 1992      |
| СССР → Россия                    | 24 октября 1945  |
| США                              | 24 октября 1945  |
| Соломоновы Острова               | 19 сентября 1978 |
| Сомали                           | 20 сентября 1960 |
| Судан                            | 12 ноября 1956   |
| Суринам                          | 4 декабря 1975   |
| Сьерра-Леоне                     | 27 сентября 1961 |
| Таджикистан                      | 2 марта 1992     |
| Танзания                         | 14 декабря 1961  |
| Таиланд                          | 16 декабря 1946  |
| Того                             | 20 сентября 1960 |
| Тонга                            | 14 сентября 1999 |
| Тринидад и Тобаго                | 18 сентября 1962 |
| Тувалу                           | 5 сентября 2000  |
| Тунис                            | 12 ноября 1956   |
| Туркменистан                     | 2 марта 1992     |
| Турция                           | 24 октября 1945  |
| Уганда                           | 25 октября 1962  |
| Узбекистан                       | 2 марта 1992     |
| Украинская ССР → Украина         | 24 октября 1945  |
| Уругвай                          | 18 декабря 1945  |
| Фиджи                            | 13 октября 1970  |
| Филиппины                        | 24 октября 1945  |
| Финляндия                        | 14 декабря 1955  |
| Франция                          | 24 октября 1945  |
| Хорватия                         | 22 мая 1992      |
| ЦАР                              | 20 сентября 1960 |
| Чад                              | 20 сентября 1960 |
| Черногория                       | 28 июня 2006     |
| Чехия                            | 19 января 1993   |
| Чили                             | 24 октября 1945  |
| Швейцария                        | 10 сентября 2002 |
| Швеция                           | 19 ноября 1946   |
| Шри-Ланка                        | 14 декабря 1955  |
| Эквадор                          | 21 декабря 1945  |
| Экваториальная Гвинея            | 12 ноября 1968   |
| Эритрея                          | 28 мая 1993      |
| Эсватини                         | 24 сентября 1968 |
| Эстония                          | 17 сентября 1991 |
| Эфиопия                          | 13 ноября 1945   |
| ЮАС → ЮАР                        | 7 ноября 1945    |
| Южный Судан                      | 14 июля 2011     |
| Ямайка                           | 18 сентября 1962 |
| Япония                           | 18 декабря 1956  |

Согласно Уставу ООН, приём в члены ООН открыт для всех «миролюбивых государств, которые примут на себя содержащиеся в Уставе обязательства и которые, по суждению Организации, могут и желают эти обязательства выполнять». «Приём любого такого государства в члены Организации производится постановлением Генеральной Ассамблеи по рекомендации Совета Безопасности». По действующим правилам, для приёма нового члена требуется поддержка как минимум 9 из 15 государств — членов Совета Безопасности (при этом 5 постоянных членов — Великобритания, Китайская Народная Республика, Россия, США и Франция — могут наложить на решение вето). После утверждения рекомендации Советом Безопасности вопрос передаётся в Генассамблею, где для принятия резолюции о вступлении требуется большинство в две трети голосов. Новое государство становится членом ООН с даты резолюции Генеральной Ассамблеи. Таким образом, новыми членами ООН фактически могут стать только субъекты международного права — государства, признанные двумя третями от государств, уже являющихся членами ООН, при этом признание обязательно должно быть получено от Великобритании, Китайской Народной Республики, России, США и Франции.
Среди первоначальных членов ООН были страны, не являвшиеся полноправными международно признанными государствами: союзные республики СССР Белорусская ССР и Украинская ССР (в 1946—1947 годах планировалось введение в ООН Казахской ССР, прибалтийских и закавказских республик); колония Великобритании Британская Индия (разделённая на ныне независимые члены — Индию, Пакистан, Бангладеш и Мьянму); протекторат США Филиппины; а также фактически независимые доминионы Великобритании Австралийский Союз, Канада, Новая Зеландия, Южно-Африканский Союз (планировалось введение других зависимых государств, например, Протекторат Бахрейн). В сентябре 2011 года заявку на принятие в члены ООН подала Палестинская национальная администрация (частично признанное Государство Палестина), однако удовлетворение этой заявки отложено до палестинско-израильского урегулирования и всеобщего международного признания Палестины.
Кроме статуса члена существует статус наблюдателя ООН, который может предшествовать вступлению в число полноправных членов. Статус наблюдателя присваивается путём голосования в Генеральной Ассамблее, решение принимается простым большинством. Наблюдателями ООН, а также членами специализированных учреждений ООН (например, ЮНЕСКО, ЮНИСЕФ) могут быть как признанные, так и частично признанные государства и государственные образования. Так, наблюдателями в данный момент являются Святой Престол и государство Палестина, а также некоторое время были, например, Австрия, Италия, Финляндия, Япония, Швейцария и другие страны, имевшие право вступления, но временно им не воспользовавшиеся по разным причинам.

## Официальные и рабочие языки
Для организации работы органов в системе ООН установлены официальные и рабочие языки. Перечень этих языков определён в правилах процедуры каждого органа. На официальных языках издаются все основные документы ООН, включая резолюции. На рабочих языках издаются стенографические отчёты заседаний и на них переводятся речи, произнесённые на любом официальном языке.
Официальными языками Организации Объединённых Наций являются:
1. Английский язык. День английского языка в ООН — 23 апреля (день рождения У. Шекспира)[14].
2. Французский язык. День французского языка в ООН — 20 марта (Международный день франкофонии)[15].
3. Русский язык. День русского языка в ООН — 6 июня (день рождения А. С. Пушкина)[16].
4. Испанский язык. День испанского языка в ООН — 12 октября («Día de la Hispanidad» — день испаноязычной культуры)[17].
5. Китайский язык. День китайского языка в ООН — 20 апреля (посвящён Цан Цзе, основателю китайской письменности)[18].
6. Арабский язык. День арабского языка в ООН — 18 декабря (день утверждения в 1973 году решения о включении арабского языка в число официальных и рабочих языков Генеральной Ассамблеи и её главных комитетов)[19].

Если делегация желает выступить на языке, который не является официальным, то она должна обеспечить устный или письменный перевод выступления на один из официальных языков или жестов.

## Бюджет

### Расчёт бюджета
Расчёт бюджета ООН — это процесс, в который вовлечены все члены организации. Бюджет выдвигается Генеральным секретарём ООН после согласования с подразделениями организации и на основании их требований. Впоследствии предложенный бюджет анализируется Консультативным комитетом по административным и бюджетным вопросам, состоящим из 16 членов, и Комитетом по программе и координации, состоящим из 34 членов. Рекомендации комитетов направляются Административно-бюджетному комитету Генеральной Ассамблеи, включающему все государства-члены, который ещё раз тщательно анализирует бюджет. Наконец, он представляется Генеральной Ассамблее для окончательного рассмотрения и утверждения.

### Расчёт членских взносов
Главный критерий, используемый государствами-членами в Генеральной Ассамблее при расчёте членских взносов, — это платёжеспособность страны. Платёжеспособность определяется на основании величины валового национального продукта и ряда корректировок, в том числе корректировок на внешнюю задолженность и уровень дохода на душу населения.
По размеру взноса в регулярный бюджет ООН в 2019 и 2020 годах лидировали следующие государства-члены:
| Страна           | Взнос в 2019 (долл. США) | Взнос в 2020 (долл. США) | % в бюджете ООН-2020 |
| ---------------- | ------------------------ | ------------------------ | -------------------- |
| США              | 674 206 698              | 678 613 826              | 22 %                 |
| Китай            | 334 726 585              | 370 307 226              | 12,005 %             |
| Япония           | 238 783 713              | 264 165 855              | 8,564 %              |
| Германия         | 169 802 990              | 187 852 646              | 6,09 %               |
| Великобритания   | 127 338 301              | 140 874 061              | 4,567 %              |
| Франция          | 123 434 785              | 136 555 610              | 4,427 %              |
| Италия           | 92 206 648               | 102 007 997              | 3,307 %              |
| Бразилия         | 82 196 915               | 90 934 253               | 2,948 %              |
| Канада           | 76 230 111               | 84 333 191               | 2,734 %              |
| Россия           | 67 056 845               | 74 184 830               | 2,405 %              |
| Республика Корея | 63 209 094               | 69 928 070               | 2,267 %              |
| Австралия        | 61 619 804               | 68 169 844               | 2,21 %               |
| Испания          | 59 835 339               | 66 195 694               | 2,146 %              |
| Турция           | 38 226 584               | 42 289 980               | 1,371 %              |

## Официальные документы

### Устав
Устав ООН явился первым в истории международных отношений договором, который закрепил обязанность государств соблюдать и уважать основные права и свободы человека.

Когда создавалась Организация Объединённых Наций, в первой же строке преамбулы Устава ООН было закреплено: 
Мы, народы Объединённых Наций, в полной решимости избавить грядущие поколения от бедствий войны, дважды в нашей жизни принёсшей человечеству невыразимое горе, стремимся вновь утвердить веру в основные права и свободы человека.
В Уставе ООН также закреплены основные принципы международного сотрудничества:
- суверенное равенство всех членов ООН;
- разрешение международных споров исключительно мирными средствами;
- отказ в международных отношениях от угрозы силой или её применения каким-либо образом, несовместимым с целями ООН;
- невмешательство ООН в дела, по существу входящие во внутреннюю компетенцию любого государства, и др.

Составной частью Устава является Статут Международного суда ООН.

### Декларации и конвенции
В отличие от Устава ООН, конвенции ООН не являются обязательными для принятия участниками организации. Та или иная страна может как ратифицировать тот или иной договор, так и не делать этого. Наиболее известные конвенции и декларации ООН:
- Всеобщая декларация прав человека, 1948 год;
- Конвенция о предупреждении преступления геноцида и наказании за него, 1948 год;
- Международный пакт о гражданских и политических правах, 1966 год;
- Договор о нераспространении ядерного оружия, одобрен и открыт для подписания в 1968 году;
- Конвенция о правах ребёнка, 1989 год;
- Рамочная конвенция ООН об изменении климата, 1992 год. Вступила в силу и была ратифицирована Россией в 1994 году;
- Киотский протокол, принят в 1997 году, открыт для подписания в 1998 году, ратифицирован Россией в 2004 году;
- Декларация тысячелетия, 2000 год.

Декларации ООН оформляются в форме призывов и рекомендаций и не являются по сути договорами.
23 сентября 2008 года Россия выразила протест в связи с подписанием в этот день «декларации о сотрудничестве между секретариатами НАТО и ООН». Декларацию подписали Яп де Хоп Схеффер и Пан Ги Мун.

## Деятельность

### Миротворческие миссии и операции
Важным инструментом поддержания мира и международной безопасности являются миротворческие операции ООН. Их деятельность определена рядом резолюций Генеральной Ассамблеи, принятых в соответствии с Уставом Организации. В самом Уставе ООН проведение миротворческих операций не предусмотрено. Однако они могут быть обусловлены целями и принципами ООН, поэтому Совет Безопасности регулярно рассматривает вопросы о необходимости той или иной миротворческой миссии.
Осуществление миротворческой операции ООН может выражаться в:
- Расследовании инцидентов и проведении переговоров с конфликтующими сторонами с целью их примирения;
- Проверке соблюдения договорённости о прекращении огня;
- Содействии поддержанию законности и правопорядка;
- Предоставлении гуманитарной помощи;
- Наблюдении за ситуацией;
- Оказании политической помощи в различных конфликтах.

Первой миротворческой миссией ООН был контроль за перемирием, достигнутым в арабо-израильском конфликте в 1948 году. Также известны проведение миротворческих миссий на Кипре (в 1964 году — для прекращения военных действий и восстановления порядка), в Грузии (в 1993 году — для урегулирования грузино-абхазского конфликта, в 2008 — для урегулирования войны в Грузии), в Таджикистане (1994 году — для урегулирования межтаджикского конфликта), в ЮАР (1980-е года — для регулирования и последующей отмены режима Апартеида, в 1990 году — для регулирования ситуации в Намибии), Ираке (в 2004 году — для прекращения военных действий США и её коалиции), в Эфиопии (в 1993 году- для регулировании ситуации в Эритрее), а также миротворческие миссии ООН, направленные в Югославию, Руанду, Сирию, Мали, Ливию и Сомали.

### Права человека
10 декабря 1948 года Генеральная Ассамблея ООН приняла и провозгласила Всеобщую декларацию прав человека, после чего рекомендовала всем государствам-членам обнародовать текст Декларации путём «распространения, оглашения и разъяснения, главным образом в школах и других учебных заведениях, без какого бы то ни было различия, основанного на политическом статусе стран или территорий».

### Оказание гуманитарной помощи
Гуманитарные катастрофы могут произойти в любом месте и в любое время. Какой бы ни была их причина — наводнение, засуха, землетрясение или конфликт, — они всегда ведут к гибели людей, перемещению населения, потере общинами способности своими силами обеспечивать своё существование и приносят огромные страдания.
В странах, которые в течение длительного времени подвергаются стихийным бедствиям или оправляются от конфликта, гуманитарная помощь все больше рассматривается как один из элементов общих усилий по обеспечению миростроительства наряду с помощью в области развития, политической и финансовой помощью.
Пожалуй, самым драматическим стихийным бедствием в последние годы стало вызвавшее цунами землетрясение в Индийском океане. Рано утром в воскресенье, 26 декабря 2004 года, у западного побережья северной части Суматры произошло сильное землетрясение магнитудой 9 баллов, которое привело к возникновению огромного цунами, достигавшего в высоту 10 м и двигавшегося по поверхности Индийского океана со скоростью 500 км/ч. Цунами обрушилось на прибрежные районы Индии, Индонезии, Шри-Ланки, Таиланда, Мальдивских Островов, Мьянмы, на Сейшельские острова и Сомали. Было подсчитано, что по состоянию на апрель 2005 года более 217 тыс. человек погибли, 51 тыс. пропали без вести и более полумиллиона человек остались без крова.
Организации системы Организации Объединённых Наций начали немедленно принимать меры, стремясь удовлетворить целый ряд гуманитарных потребностей, в том числе в таких областях, как сельское хозяйство, координация и вспомогательное обслуживание, восстановление экономики и инфраструктуры, образование, обеспечение семей жильём и непродовольственными товарами, питание, здравоохранение, меры, связанные с разминированием, защита прав человека и обеспечение верховенства права, безопасность и водоснабжение и санитария. С этой целью 5 января 2005 года был сделан «экстренный призыв» к мобилизации 977 млн долл. США для финансирования важнейших работ по оказанию помощи, осуществляемых примерно 40 учреждениями Организации Объединённых Наций и неправительственными организациями (НПО). А 1 февраля Генеральный секретарь назначил бывшего президента США Клинтона своим Специальным посланником в странах, пострадавших от цунами.

### Социальное и экономическое развитие
Сотрудничество в разрешении международных проблем экономического, социального, культурного и гуманитарного характера является одной из основных уставных целей Организации Объединённых Наций (Преамбула и п. 3 Статьи 1 Устава). Такое сотрудничество, согласно Уставу, должно быть направлено на повышение уровня жизни, полной занятости населения и содействие условиям экономического и социального прогресса и развития (Статья 55). Ответственность за выполнение функций в области международного социально-экономического сотрудничества Устав возлагает на Генеральную Ассамблею и, под её руководством, на Экономический и Социальный Совет (Статья 60).
ЭКОСОС является центральным форумом для обсуждения глобальных экономических, социальных и экологических проблем. Он обеспечивает связь между организациями системы ООН в области развития; координирует решение международных социально-экономических проблем и вопросов здравоохранения; содействует международному сотрудничеству в сфере культуры и образования; выносит рекомендации в целях поощрения уважения и соблюдения прав человека и основных свобод для всех и осуществляет последующую деятельность по итогам крупных конференций и встреч на высшем уровне. С принятием Повестки дня в области устойчивого развития на период до 2030 года функции ЭКОСОС дополнились обзором прогресса в достижении 17 Целей устойчивого развития (ЦУР).
ЭКОСОС координирует работу 15 Специализированных учреждений ООН, пяти собственных региональных и восьми функциональных комиссий и десятков других органов, программ и фондов ООН, как это предусмотрено Статьёй 63 Устава ООН. Сфера деятельности этих специализированных учреждений, комиссий, фондов и программ исключительно разнообразна и весьма ресурсоёмка (на уставную деятельность в экономической и социальной областях расходуется основная часть ресурсов системы ООН). Условно можно выделить несколько основных направлений деятельности учреждений системы ООН в области экономического и социального развития:

#### Устойчивое развитие
В последние десятилетия в мире сформировался консенсус относительно того, что наилучшие пути к улучшению жизни людей пролегают в русле устойчивого развития, то есть такого развития, которое отвечает потребностям нынешнего поколения, без ущерба для способности будущих поколений удовлетворять свои потребности. Концептуально такой подход утвердился в международной повестке дня после проведения в июне 1992 года в Рио-де-Жанейро Конференции ООН по окружающей среде и развитию (Встреча на высшем уровне «Планета Земля») Актуальность основных положений принятого на этой конференции документа — «Повестки дня на XXI век» — была впоследствии подтверждена на Всемирной встрече на высшем уровне по устойчивому развитию в Йоханнесбурге в 2002 году и Конференции ООН по устойчивому развитию в Рио-де-Жанейро (Конференция «Рио+20») в июне 2012 года.
На состоявшемся в 2000 году в Нью-Йорке Саммите тысячелетия ООН 189 государственных руководителей стран мира приняли Декларацию тысячелетия, в которой были сформулированы восемь т. н. Целей развития тысячелетия (ЦРТ) в области экономического и социального развития, которых мировое сообщество обязалось достичь к 2015 году. Проанализировав результаты работы по достижению ЦРТ, руководители стран мира на очередном саммите ООН в сентябре 2015 года приняли резолюцию 70/1 Генеральной Ассамблеи, в которой были сформулированы т. н. Цели устойчивого развития (ЦУР) — обширная программа действий, охватывающая все области социального и экономического развития, социального равноправия, совершенствования работы государственных институтов и развития партнёрств.
Аспекты, связанные с реализацией целей в области устойчивого развития, присутствуют в рабочих программах практически каждой структуры ООН. Кроме того, учреждения Организации Объединённых Наций работают в области международного финансирования развития, официальной помощи в целях развития, развитие сотрудничества по линии Юг — Юг, торговля и развитие и многих других.

#### Экономическое развитие
Убеждённость в том, что для всех народов экономическое развитие является одним из наиболее верных путей достижения политической и экономической безопасности и социальной стабильности — основополагающий принцип, которого придерживаются страны — члены Организации Объединённых Наций. ООН последовательно стремится к тому, чтобы экономический рост и глобализация были ориентированы на повышение благосостояния людей, искоренение нищеты, обеспечение справедливых условий торговли и сокращение долгового бремени бедных стран.
Программа развития ООН (ПРООН) работает на местах в 177 странах, реализуя проекты в таких областях как устойчивое развитие, демократическое правление и миростроительство, климат и устойчивость к стихийным бедствиям и другие. Для максимально эффективного использования своих ресурсов (основой которых являются добровольные взносы стран-членов), ПРООН координирует свою работу с другими фондами и программами ООН и международными финансовыми институтами, включая Всемирный банк и Международный валютный фонд (МВФ).
Учреждения Группы Всемирного банка предоставляют финансовую и/или техническую помощь в более чем 100 странах, помогая в строительстве школ и медицинских учреждений, организации водо- и электроснабжения, борьбе с заболеваемостью и охране окружающей среды. Международная финансовая корпорация и Многостороннее агентство по гарантиям инвестиций консультируют правительства развивающихся стран, помогая в создании условий для притока внутренних и иностранных частных инвестиций.
Международная организация труда (МОТ) занимается как экономическими, так и социальными аспектами развития, являясь единственным трёхсторонним учреждением ООН, объединяющим представителей правительств, работодателей и профсоюзов. Её цель — выработка политики и программ, способствующих обеспечению достойной работы для всех. Международная организация гражданской авиации (ИКАО) и Международная морская организация (ИМО) являются глобальными форумами по сотрудничеству его государств-членов в области авиационного сообщения и морского судоходства. Международный союз электросвязи (МСЭ) работает над тем, чтобы люди по всему миру могли воспользоваться всеми преимуществами информационно-коммуникационных технологий.

#### Социальное развитие
При рассмотрении социальных проблем Организация Объединённых Наций содействует реализации стратегий развития, в центре которых находится человек, семья и общество. В сфере её интересов — обеспечение здравоохранения и образования, вопросы народонаселения и положение уязвимых групп населения, включая женщин, детей и молодёжь, коренные народы, инвалидов, пожилых людей и других. Общесистемные стратегии и приоритеты в области социальных отношений рассматриваются на Генеральной Ассамблее ООН (Третий комитет) и в ЭКОСОС (Комиссия социального развития).
Проблемы социального развития составили основу повестки дня нескольких глобальных конференций ООН, в том числе Всемирной встречи на высшем уровне в интересах социального развития 1995 года. Ставшая итогом этой встречи Копенгагенская декларация о социальном развитии и определённые в ней 10 обязательств представляют собой социальный договор глобального масштаба.
Относительно новой проблемой для международного сообщества становится неоднозначная и противоречивая динамика демографических показателей, изменение тенденций в области народонаселения, резкая урбанизация и сопутствующая им миграция населения. Задачей Комиссии по народонаселению и развитию является изучение динамики численности населения и консультирование ЭКОСОС относительно её влияния на экономическое и социальное положение стран, а Фонд ООН в области народонаселения (ЮНФПА) руководит оперативной деятельностью учреждений системы ООН в этой области.
Смыслом работы Детского фонда Организации Объединённых Наций (ЮНИСЕФ) является поощрение и защита прав детей, с тем, чтобы все дети во всём мире могли жить, развиваться и полностью реализовать свой потенциал. В рамках системы ООН действуют Координатор по делам семьи, Посланник по делам молодёжи и Специальный посланник по вопросам занятости молодёжи, реализуются Программа, касающаяся молодёжи и Программа ООН в области старения. Действующий в рамках Управления Верховного комиссара ООН по правам человека (УВКПЧ) Комитет по правам инвалидов наблюдает за выполнением государствами — участниками Конвенции о правах инвалидов. Расположенное в Женеве Бюро ООН по спорту на благо развития и мира (ЮНОСДП) оказывает содействие Специальному советнику Генерального секретаря ООН по вопросам спорта на благо развития и мира в его всемирной деятельности в качестве пропагандиста, координатора и представителя в этой области.
Управление ООН по наркотикам и преступности координирует международные усилия по борьбе с незаконным оборотом и употреблением наркотиков, организованной преступностью и международным терроризмом. В рамках ЭКОСОС над аналогичной проблематикой работает Комиссия по предупреждению преступности и уголовному правосудию, занимающаяся также реформой уголовного права и уделяющая особое внимание борьбе с транснациональной организованной преступностью, коррупцией, терроризмом и торговлей людьми.

### Международное право
Одной из уставных целей ООН является создание условий, «… при которых могут соблюдаться справедливость и уважение к обязательствам, вытекающим из договоров и других источников международного права». При этом меры, которые Организация может предпринимать с целью предотвращения и устранения угрозы миру должны быть предприняты «в согласии с принципами справедливости и международного права» (Преамбула и Статья 1 Устава). Устав призывает ООН поощрять прогрессивное развитие международного права и его кодификацию (Статья 13) и оказывать помощь в разрешении международных споров мирными средствами, в том числе путём судебного разбирательства (Статья 33). Всемирная организация сыграла важную роль в развитии правовой базы в таких сферах, как поддержание международного мира и безопасности, международная торговля, охрана окружающей среды, морское право, международное гуманитарное право, борьба с терроризмом и др.

#### Международные суды и трибуналы
Международный суд является одним из шести главных органов ООН и её главным судебным органом. Он призван разрешать по представлению государств-членов правовые споры между ними и давать консультативные заключения по правовым вопросам, переданным на его рассмотрение уполномоченными органами и специализированными учреждениями ООН.
В разное время Организация Объединённых Наций сыграла важную роль в создании и обеспечении функционирования специальных уголовных трибуналов, таких как Международный трибунал по бывшей Югославии, Международный трибунал по Руанде, Специальный суд по Сьерра-Леоне и других. ООН имела непосредственное отношение к созданию других международных судебных органов, таких как Международный уголовный суд (МУС), Международный трибунал по морскому праву (МТМП) и других, в настоящее время юридически и функционально независимых от Организации Объединённых Наций, но сотрудничающих с ней.

#### Развитие и кодификация международного права
В целях содействия прогрессивному развитию международного права и его кодификации Генеральная Ассамблея ООН в 1947 году учредила Комиссию международного права. Это международный экспертный орган, в состав которого входят представляющие основные правовые системы мира 34 авторитетных юриста-международника. Они избираются Генеральной Ассамблеей на пятилетний срок и действуют в личном качестве.
Одно из направлений работы комиссии заключается в систематизации правил и норм по вопросам, в отношении которых уже сложилось определённое регулирование на уровне международно-правового обычая (кодификация). Другое направление — формулирование новых норм на основе текущих тенденций в развитии международного права, предложений государств-членов и т. д. (прогрессивное развитие международного права). Основная работа Комиссии связана с разработкой проектов документов по различным вопросам международного права. Так были подготовлены Конвенция о дипломатических сношениях и Конвенция о консульских сношениях соответственно 1961 и 1963 гг.; Конвенция о праве международных договоров 1969 г.; Конвенция о предотвращении и наказании преступлений против лиц, пользующихся международной защитой 1973 г.; целый ряд важных международных документов по таким вопросам как об ответственность международных организаций, последствия вооружённых конфликтов для договоров, высылка иностранцев, защита людей в случае бедствий и многим другим.

#### Морское право
Конвенция ООН по морскому праву является одним из наиболее фундаментальных документов международного права. Она содержит всеобъемлющее описание международно-правового режима океанов и морей и устанавливает правила, регулирующие любую деятельность в Мировом океане и использование его ресурсов, включая судоходство, разведку и разработку природных ископаемых, сохранение биоресурсов, защиту морской среды и научные исследования.
Конвенция пользуется широкой поддержкой стран — членов ООН; среди зафиксированных в ней и получивших почти универсальное признание принципов — ширина территориального моря в пределах двенадцати морских миль; суверенные права и юрисдикция прибрежных государств в «исключительной экономической зоне» в пределах до 200 морских миль, общее обязательство государств защищать и сохранять морскую среду и многие другие. Участниками Конвенции являются 168 государств.
В рамках Конвенции сформированы Международный орган по морскому дну, Международный трибунал по морскому праву и Комиссия по границам континентального шельфа. Секретариат этой Комиссии функционирует при поддержке Генерального секретаря ООН, а с двумя первыми органами ООН заключила соглашения о взаимоотношениях.

#### Другие вопросы международного права
Неоднократно становившаяся объектом террористических нападений против неё самой и её сотрудников, ООН последовательно занимается проблемой международного терроризма не только в политическом, но и в правовом отношении. Под эгидой Организации разработано полтора десятка международных конвенций, направленных на борьбу с террористическими актами на борту воздушных и морских судов, захватом заложников, актами ядерного терроризма, финансированием терроризма и др.
В соответствии со Статьёй 102 Устава, международные договора и соглашения, заключённые странами — членами ООН, должны быть зарегистрированы в Секретариате и опубликованы им. В настоящее время Генеральный секретарь Организации Объединённых Наций является депозитарием более чем 560 многосторонних соглашений.

## Признание
ООН — лауреат Нобелевской премии мира (2001), премия «За вклад в создание более организованного мира и укрепление мира во всем мире» присуждена совместно организации и её Генеральному секретарю Кофи Аннану. В 1988 году Нобелевскую премию мира получили миротворческие силы ООН.
Деятельность ООН поддерживали такие известные люди, как Мать Тереза, Боно, Анджелина Джоли, принцесса Диана, Шакира, Далай-лама XIV.
21 октября 2020 года Банк России выпустил в обращение памятную серебряную монету номиналом 3 рубля «75-летие создания ООН».
11 сентября 2023 года Организации Объединённых Наций награждена орденом Республики Македония.

## Критика
ООН часто критикуют за неэффективность, недемократичность, недостаток внимания к проблемам развивающихся стран, бюрократизм, раздутость штатов и непомерный бюджет.
С именем ООН также были связаны и некоторые громкие финансовые скандалы. В одном из них, по программе помощи Ираку «Нефть в обмен на продовольствие», был замешан Коджо Аннан (сын Кофи Аннана). Подобной критике подвергалась и деятельность ООН под руководством Пан Ги Муна. Пан Ги Мун признался, что организация пошла на уступки Саудовской Аравии, боясь потерять её финансирование. «Это было одно из самых сложных и болезненных решений», — сказал Пан Ги Мун. Он отметил, что королевство оказывало «недопустимое» давление на ООН. По его словам, Эр-Рияд прямо заявил, что перестанет перечислять деньги, если его не уберут из списка виновников гибели детей во время войн, в том числе кампании в Йемене. Исключение Эр-Рияда из списка виновников гибели детей возмутило правозащитников из Human Rights Watch, которые опубликовали открытое письмо Пан Ги Муну.
Также солдаты ООН, вероятно, спровоцировали эпидемию холеры на острове Гаити в 2010 году, которая к середине 2013 года унесла жизни 8,5 тыс. человек, а число заразившихся к середине 2012 года превысило 600 тыс. При этом международная организация не предприняла никаких мер для оказания помощи жертвам эпидемии (в 2016 году ООН принесла извинения за свою роль в непредотвращении распространения заболевания, не признав, однако, своей вины в том, что эпидемия вообще началась).
Агентства ООН отмечают, что страны-доноры: США, Европейский союз, Япония и Канада — проявляют гораздо большую заботу о белом и христианском населении, чем о людях, спасающихся от насилия и лишений на Ближнем Востоке и в Африке. Работники гуманитарных организаций опасаются, что в долгосрочной перспективе подобное отношение может подорвать способность целого поколения строить новую жизнь.
ООН подверглась критике за медленную реакцию на сексуальное насилие во время нападения на Израиль 7 октября.

## Прочее
ООН проводит конференции и форумы, где обсуждаются и вырабатываются решения по многим насущным международным вопросам. В их числе:

| - Экология; - Экономика; - Статистика; - Безопасность; - Военные действия; | - Семья; - Образование; - Народонаселение; | - Преступность; - Здравоохранение; - Инвалиды; | - Наука; - Пожилые люди; - Коммуникация. |

## Иллюстрации
- Центральные учреждения в Нью-Йорке
- Зал Генеральной Ассамблеи
- Зал Совета Безопасности
- Зал Экономического и Социального Совета
- Зал Совета по Опеке

## В нумизматике и филателии
- «День объединённых наций», марка почты СССР, 1944 год
- Почтовая марка СССР, 10 декабря 1982 года. 2 конференция ООН по исследованию космического пространства
- 40 лет ООН. 1985 год
- 40 лет ООН. 1985 год
- Почтовая марка России, 1995 год. 50 лет Организации Объединённых Наций. Вид зала заседаний конференции в Сан-Франциско (США, 25.04—26.06.1945)
- Почтовый блок СССР, 1975 год 30 лет ООН
- Почтовая марка Украины, 1995 год
- Почтовая марка Азербайджана, 1995 год. 50-летие ООН
- Почтовая марка Российской Федерации, 2002 год. 50 лет участию Российских миротворцев в операциях ООН
- то же, но это уже "Почтовый блок"
- Почтовая марка Российской Федерации, 2020 год. 75 лет ООН
- Почтовая марка Республики Беларусь, 2020 год. 75-летие ООН
- Почтовая марка Бразилии (Федеративной Республики Бразилия), 2020 год. 75 лет ООН
- Почтовый блок Российской Федерации, 2020 год. 60-летие "Декларации ООН о предоставление независимости колониальным странам и народам"
- Монета Банка России 1995 год — Серия: «Международные отношения», 50-летие Организации Объединённых Наций, 3 рубля реверс
- Монета Банка Беларуси 1995 год — Серия: «Международные отношения», 50-летие Организации Объединённых Наций, 3 рубля аверс
- Монета Банка Беларуси 1995 год — Серия: «Международные отношения», 50-летие Организации Объединённых Наций, 3 рубля реверс
- Монета Банка России. 3 рубля, 2020 г., серебро, реверс, пруф. 75-летие создания ООН.
- Монета Банка Беларуси. 2020 г., серебро, реверс, пруф. 75-летие создания ООН.